# Schwedenschnitt
Ein Schwedenschnitt oder Kellenschnitt (auch Trennschnitt) ist eine Bewegungs- bzw. Trennfuge im Verputz, die einer späteren unregelmäßigen Rissbildung vorbeugen soll.
Mit der Putzkelle wird der relativ frisch aufgebrachte und noch nicht abgebundene Putz bis auf den Untergrund eingeschnitten.
Schwundrisse entstehen bevorzugt an in der Putzfläche liegenden Innenecken, wie etwa an Aussparungen für Tür- und Fensteröffnungen. Wenn dies mit der vorgesehenen Fassaden- und Wandgestaltung vereinbar ist, kann von der Ecke aus ein senkrechter oder waagerechter Kellenschnitt gezogen werden. Heute wird der Rissbildung häufig durch Armierungsgewebe vorgebeugt, das in den noch feuchten Putz eingelegt wird. 
Am häufigsten werden Kellenschnitte zur Herstellung von Anschlussfugen angewendet, um die Anhaftung des frisch aufgetragenen Putzes an angrenzenden Bauteilen zu verhindern. Durch das Schwinden des Putzes sowie das Verhalten der Bauteile bei Feuchtigkeits- und Temperaturschwankungen bildet sich sonst fast unvermeidlich eine unregelmäßige Abrisskante. Dies gilt insbesondere, wenn der Putz Kontakt zu Holzbauteilen hat, die durch Feuchtigkeitsaufnahme quellen und beim Abtrocknen wieder schwinden. Alternativ kann der Putz am Anschluss an andere Bauteile im Winkel von beispielsweise 45° angefast werden. Die resultierende stumpfe Putzkante ist wenig anfällig für Abrisse. Liegt die Putzfläche bündig zum angrenzenden Bauteil, ergibt sich dabei eine Schattenfuge. Bei Fachwerkbauten springt die Putzfläche häufig vor die Oberfläche der Fachwerkbalken vor und erhält dann eine Anschrägung, um die beiden Oberflächen einander anzugleichen. Dadurch kann eine Fuge komplett vermieden werden und die Fassade wirkt plastischer.
Heute wird die Rissbildung an den Übergängen vom Putz zu anderen Bauteilen häufig verhindert, indem Putzprofile bzw. Kantenprofile an der Rohbauwand befestigt und anschließend in den Putz eingebettet werden, so dass die Kante des Profils zwischen Putz und angrenzendem Bauteil liegt und deren direkten Kontakt verhindert. 
Wird die Putzschiene zusätzlich mit dem angrenzenden Bauteil verklebt, so entsteht ein weitgehend wasser- und luftdichter Putzanschluss.
Der Kellenschnitt kann bei Bedarf nach Abtrocknung des Putzes mit einer dauerelastischen Masse wasser- und luftdicht abgedichtet werden.